# Mistrzostwa Europy w Lekkoatletyce 1969 – pięciobój kobiet

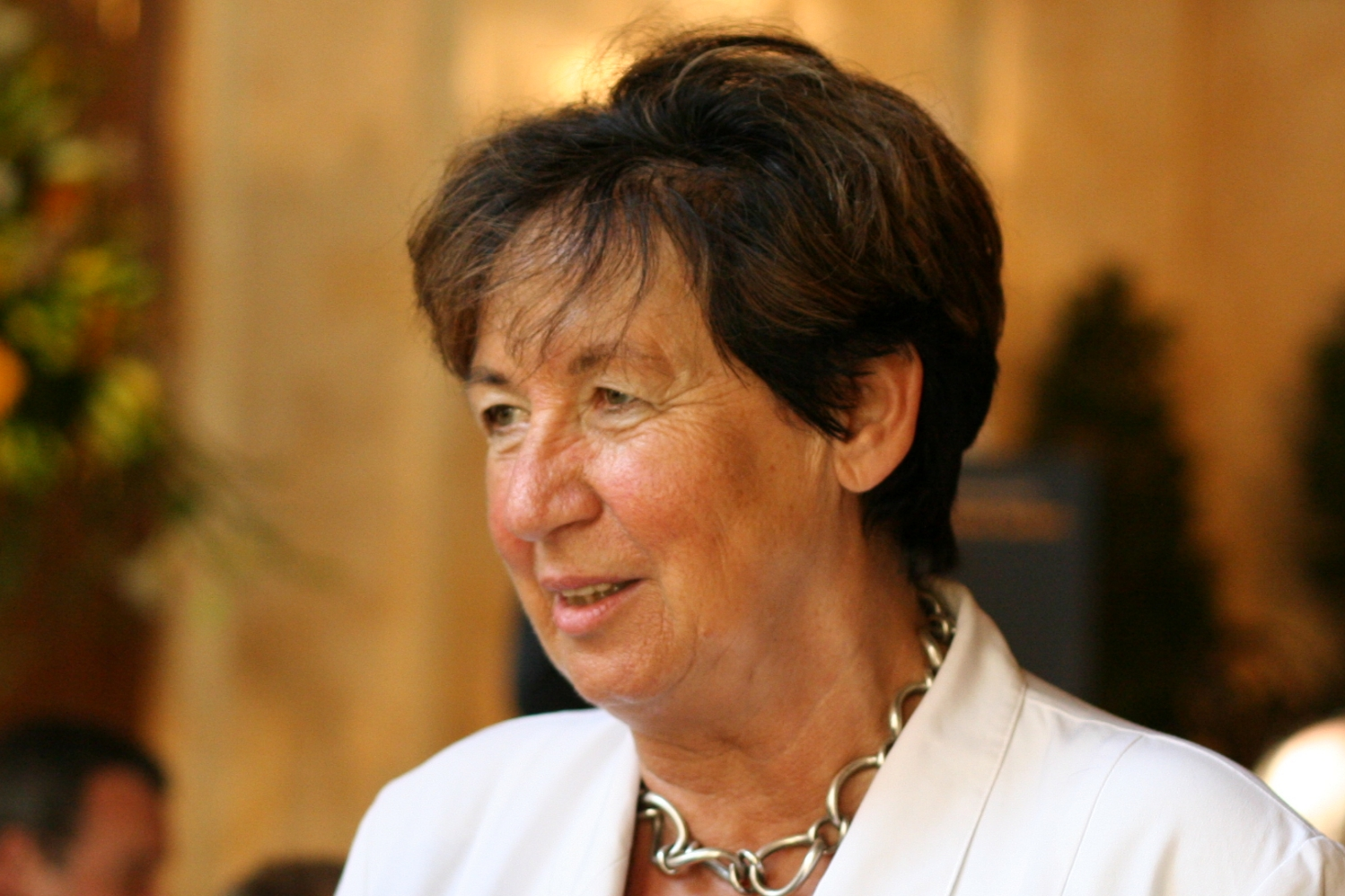
Liese Prokop w 2006

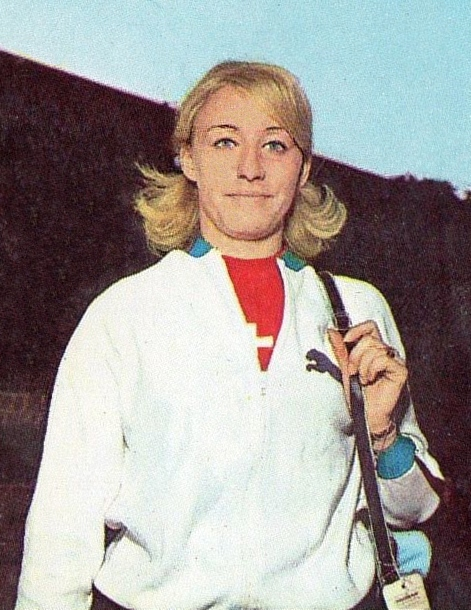
Meta Antenen

Pięciobój kobiet był jedną z konkurencji rozgrywanych podczas IX Mistrzostw Europy w Atenach. Został rozegrany 18 września 1969 roku. Zwyciężczynią tej konkurencji została reprezentantka Austrii Liese Prokop. W rywalizacji wzięło udział dwanaście zawodniczek z dziewięciu reprezentacji.

## Rekordy
| Rekord świata     | Irina Press (SUN)     | 5246 | Tokio, Japonia      | 16-17.10.1964 |
| Rekord Europy     | Irina Press (SUN)     | 5246 | Tokio, Japonia      | 16-17.10.1964 |
| Rekord mistrzostw | Galina Bystrowa (SUN) | 4833 | Belgrad, Jugosławia | 13-14.09.1962 |

## Wyniki
| Poz. | Zawodniczka              | Punkty         | 100 m ppł | Kula    | Wzwyż  | W dal    | 200 m    |
| ---- | ------------------------ | -------------- | --------- | ------- | ------ | -------- | -------- |
| 1    | Liese Prokop             | 4419 (5030) CR | 14,0 s    | 15,20 m | 1,68 m | 6,14 m w | 25,6 s w |
| 2    | Meta Antenen             | 4210 (4793)    | 14,3 s    | 10,05 m | 1,71 m | 6,42 m w | 25,0 s   |
| 3    | Marija Siziakowa         | 4176 (4773)    | 14,2 s    | 14,05 m | 1,65 m | 5,98 m   | 26,7 s w |
| 4    | Walentina Tichomirowa    | 4126 (4715)    | 14,8 s    | 13,21 m | 1,68 m | 5,95 m w | 26,1 s w |
| 5    | Marjan Ackermans         | 4116 (4701)    | 15,6 s    | 12,02 m | 1,68 m | 6,01 m w | 25,9 s   |
| 6    | Elisabeth Waldburger     | 4056 (4648)    | 14,6 s    | 13,07 m | 1,57 m | 6,01 m w | 25,4 s w |
| 7    | Sue Scott                | 4055 (4641)    | 14,1 s    | 11,16 m | 1,59 m | 6,13 m w | 25,8 s w |
| 8    | Burglinde Pollak         | 4013 (4598)    | 14,6 s    | 12,80 m | 1,65 m | 5,44 m w | 26,0 s w |
| 9    | Nediałka Angełowa        | 4009 (4592)    | 15,1 s    | 12,85 m | 1,62 m | 6,12 m w | 25,6 s   |
| 10   | Annamária Tóth           | 4002 (4587)    | 14,6 s    | 11,70 m | 1,53 m | 6,07 m w | 26,2 s w |
| 11   | Marie-Christine Debourse | 3852 (4419)    | 15,3 s    | 11,24 m | 1,68 m | 5,85 m w | 27,1 s w |
| 12   | Monika Peikert           | 3818 (4389)    | 15,4 s    | 11,81 m | 1,62 m | 5,76 m w | 26,8 s   |